# Comarca's van Spanje

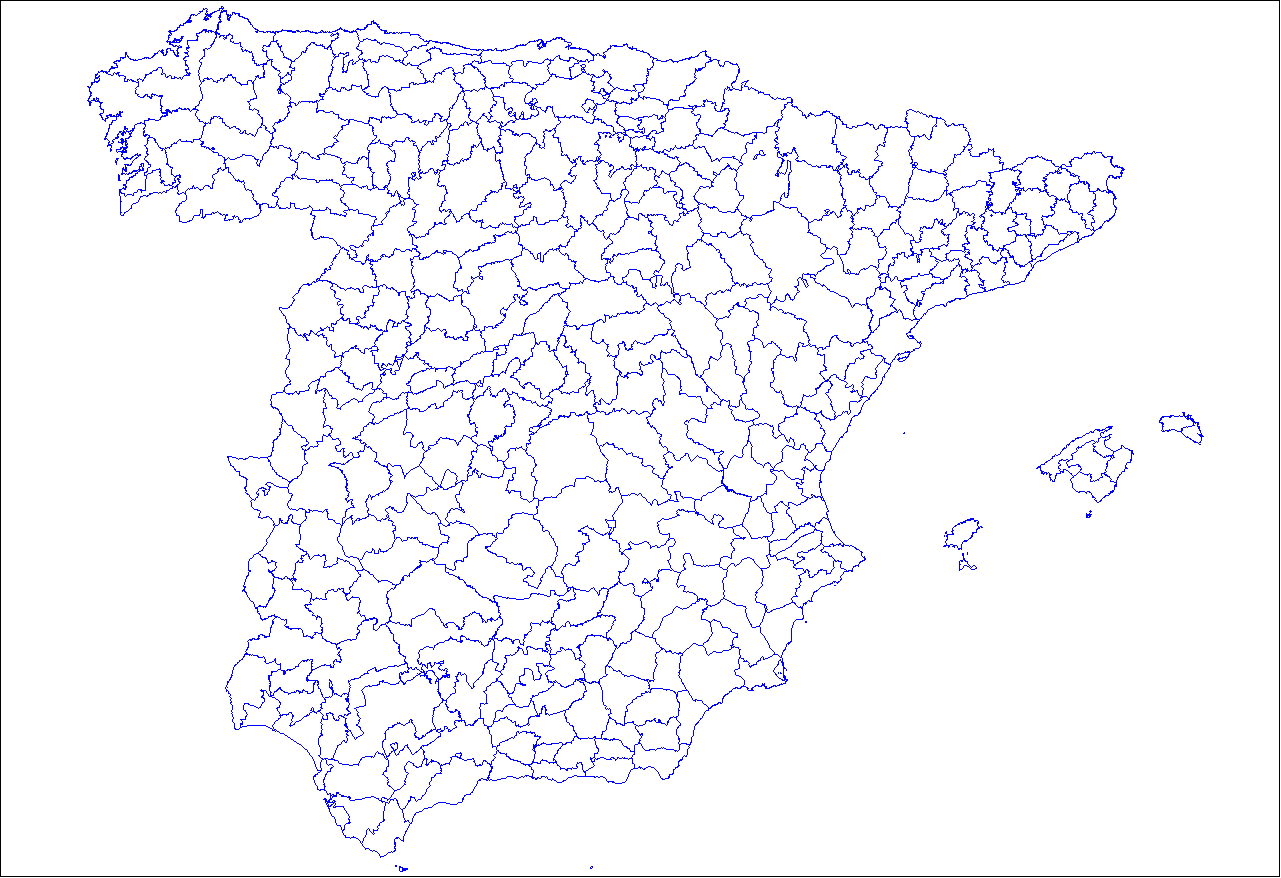
Verdeling van Spanje in comarca's.

De provincies van Spanje, die onderdeel zijn van de Spaanse autonome regio's, zijn onderverdeeld in comarca's (landstreken, gewesten). De bevoegdheden van een comarca verschillen per regio; in sommige regio's (zoals Catalonië) hebben de comarca's veel bevoegdheden, terwijl ze elders geen enkele bevoegdheid hebben (zoals in Galicië). Comarca's worden verder onderverdeeld in gemeenten.
- Comarca's van Andalusië
- Comarca's van Aragón
- Comarca's van Asturië
- Comarca's van Baskenland
- Comarca's van Cantabrië
- Comarca's van Catalonië
- Comarca's van Castilië-La Mancha
- Comarca's van Castilië en León
- Comarca's van Extremadura
- Comarca's van Galicië
- Comarca's van La Rioja
- Comarca's van Madrid
- Comarca's van Mallorca
- Comarca's van Murcia
- Comarca's van Navarra
- Comarca's van Valencia